# チ・チャンウク
チ・チャンウク（朝: 지 창욱、1987年7月5日 - ）は、韓国の俳優。身長182cm、体重65kg、血液型AB型。檀国大学校公演映画学部卒業。スプリングカンパニー所属。本貫は忠州池氏。

## 来歴
- 高校生時代に俳優を目指し、檀国大学校 公演映画学部へ進学。大学生時代は、さまざまな短編映画とミュージカルに出演。映画科の先輩たちに付いて回りながら、短編映画の製作現場でさまざまな経験をした。
- 2007年7月2日〜8日、20歳の時に大学路の小劇場のオーディションを受け、ミュージカルに初出演[3]。
- 2008年、映画「スリーピングビューティー」で本格デビュー[4]。
- 2009年、ドラマ「ソル薬局の息子たち」に末っ子として出演し、注目を集める。
- 2010年、デビューして間もない、まだ演劇を中心に活動をしていた頃、ミュージカル「スリル・ミー」で、カンハヌルと、当時、まだ無名だったチ・チャンウクは、2010年5月から11月まで、このミュージカルに出演し、約5ヶ月の間、公演を共にした。
- 2010年、ドラマ「笑ってトンヘ」全159話の主演に抜擢され、一躍名前を知られるようになる。「笑ってトンヘ」は瞬間最高視聴率51.4%を記録した[5][6]。2011年、「笑ってトンヘ」で話題となった。チ・チャンウクが、東海市（江原特別自治道）の広報大使になる[7]。
- 2011年、ドラマ「ペク・ドンス」で時代劇に初挑戦する。「ペク・ドンス」も好評を博し、『視聴率王子』と呼ばれる。同年、ドラマ「僕らのイケメン青果店（原題：独身男たちの八百屋）」では、青果店に夢をかけた主人公を熱演した。
- 2012年、ドラマ「蒼のピアニスト（原題：5本の指）」では、これまでの明るく爽やかなイメージとは異なり、嫉妬と劣等感に満ちた悪役を演じた。
- 2013年、ドラマ「奇皇后 〜ふたつの愛 涙の誓い〜」では、元の皇帝を好演した。愛嬌を振る舞う姿、権力者の顔色を覗う姿、父の復讐を誓う姿、狂気に満ちた姿など、さまざまな姿を完璧に演じ、その演技力が高く評価された。
- 2013年、ミュージカル「あの日々」「ジャック・ザ・リッパー」「兄弟は勇敢だった?!」の3作品に出演した。なお、出演したドラマ・ミュージカルのほとんどで主演を務めている。
- 2014年、胸キュンドラマ「ヒーラー〜最高の恋人〜」では、業界最高の便利屋を演じた。視聴率は7〜8%程度と振るわなかったが、この作品によって韓国はもとより、海外・中国においても絶大な人気を得る。中国最大のポータルサイト「百度」では韓国男性俳優人気ランキング1位を獲得した[8]。
- 2015年11月、中国にてアルバムを発売し、11月25日「君とともに（原題：陪你）」で歌手デビュー。重慶、北京、南京でコンサートを行った。
- 2015年7月、初の中国ドラマ「旋風少女2」に主演し[9][10]、同時間帯視聴率1位を記録した。[11]なお、このドラマでは日本での海外ロケも行った。
- 2015年9月6日、台北国際会議中心でファンミーティングが行われた。
- 2015年9月12日、中国の浙江省杭州でファンミーティングを行った。
- 2016年9月、ドラマ「THE K2」で2年半ぶりに韓国ドラマに出演。
- 2016年チ・チャンウク「THE K2」歴代最高年俸を獲得[12]。
- 2017年2月9日、初の主演映画となる「操作された都市」が公開。封切り初日に15万7668人を動員し、興行1位を記録した[13]。
- 2017年5月、入隊前最後となるドラマ「あやしいパートナー〜Destiny Lovers〜」に主演。
- 2017年6月、77か国の代表が参加する、年次総会が行われた。国内外の知名度が高く、広報大使として活躍してきたことを高く評価された。チ・チャンウクは「2017 AIIB年次総会広報大使委嘱式」に出席[14]。
- 2017年6月、チ・チャンウク、ドラマ出演俳優のブランド評判1位になった[15]。
- 2017年7月、ドラマ「あやしいパートナー〜Destiny Lovers〜」は、韓国の調査機関が発行したリストによると、ブランドランキング、ドラマにおいて最終回までに7冠王達成[16]。
- 2017年7月、朝鮮語吹き替え版「君の名は。」で主人公のタキ役で声優に初挑戦。「原作の感じをより上手く表現するために日本と同じように俳優を採用したい」という日本の制作側の希望に沿ってキャスティングされた[17]。
- 2017年8月14日、江原道鉄原3師団新兵教育隊に入所。同年9月22日、江原道鉄原5砲兵旅団1砲兵団98大隊に通信兵として配置された。
- 2018年5月、アジアの貴公子と呼ばれた[18]。
- 2019年、「2019 SOBA（2019 SORIBADA BEST K-MUSIC AWARDS）プレゼンターを務めた。
- 2019年、アジア初の快挙「ビッグイシュー韓国版」205号・7月1日に発刊予定の「ビッグイシュー日本版」362号の表紙モデルに抜擢された[19]。
- 2019年、지창욱.JichangwookYou Tubeチャンネル開設[20]。
- 2019年、JI CHANG WOOK JAPAN OFFICIAL FANCLUB　公式Twitter設立[21]。
- 2019年、 Asia Artist Awards in Vietnam、BEST ARTIST賞受賞。
- 2019年、 Asia Artist Awards in Vietnam、アジアセレブリティアクター賞受賞、2冠達成。
- 2020年1月10日「JI CHANG WOOK 2020 ASIA FANMEETING TOUR 〈Waiting for you〉 in JAPAN 」では、5000人以上のファンを一人一人お見送りをした。これはファンミーティング当日に知らされファンは歓喜に湧いた。
- 2019年、カルバンクライン韓国俳優初の グローバルモデルに抜擢された[22]  。
- 2020年2月28日、大邱コロナ19の防止のための赤十字が大邱広域支社に1億ウォンを寄付した。
- 2020年、2011年から9年間、麦福祉財団を通じて障害児童など社会的弱者層家庭の医療費と生活支援を続けている。
- アメリカ放送局の「A&Eネットワーク」最初の韓国製作投資ドラマ「コンビニのセッピョル」が全世界的に高い人気を呼び上半期最高のヒットドラマとなる。
- 韓国SBSテレビ、6月19日～8月7日放送したミニ・シリーズドラマの中で「コンビニのセッピョル」（主演：チェデヒョン役）は初放送から全16話連続視聴率1位を記録する。動画配信のウェーブ（wavve）ドラマチャート5週連続1位を記録。
- 韓国と全世界同時配信した、中国の動画配信サービス、アイチイ（iQIYI）によると「コンビニのセッピョル」は1話から16話までの公開に対し、アジアの主要国インドネシア、マレーシア、フィリピンシンガポール、台湾、タイ、ベトナムなどでドラマ順位1位を記録。
- 2020年に、2016年tvN放映作「THE K2」がCJ ENMのグローバルコンテンツ配給会社「エコライツ」を通じてギリシャの放映権が販売された。ギリシャの全国カバレッジの民営放送局スターチャンネルで6月初め初放送したが初放送視聴率19％を記録、大ヒットし、韓国ドラマブームを巻き起こした。
- 2021年に「発信制限」に特別出演。
- 「発信制限」（HARDHIT)　「鼓膜を溶かしたで賞」受賞。賞状の内容「チチャンウクは<発信制限>から非通知でかかってきた、脅迫電話の中の声の演技で、観客の鼓膜を溶かしたので、賞状を授与します。」[23]
- 2021年に「アンナラスマナラ」リー・ウル役で出演。
- 2021年7月、国内外のファンが団結し、誕生日を記念して約170万円を寄付。ルアル福祉財団が運営する発達障がい者芸術団の創作活動を支援することに使われる。
- 2022年5月、発達障害の作家の応援プロジェクトにび参加し、作品のオーディオガイドなどを担当した。
- 2022年10月、韓国でファンミーティングを開催。
- 2022年10月、乳がん認識向上キャンペーンチャリティーイベントに出席。
- 2022年11月、フィリピンでファンミーティングを開催。
- 2022年12月、インドネシアでファンミーティングを開催。
- 2023年2月15日、トルコ・シリア地震被害子供緊急救援に1億ウォンを寄付とユニセフ韓国委員会が発表。
- 2023年3月7日、所属事務所のGLORIOUSエンターテインメントとの契約が終了。
- 2023年4月、長年のマネージャーが設立した会社「スプリング・カンパニー」と契約を締結。
- 2023年4月8日、タイでファンミーティングを開催。
- 2024年2月、俳優リュ・ドクファンがリードしているプロジェクト「ETIK」に参加。
- 2024年2月、令和6年能登半島地震の被災者を支援するため、1,000万円を寄付した。

## 日本での活動
- 2013年2月23日（土）、東京イイノホールにて初のファンミーティング「ファーストタッチ」IN JAPANを開催した。2月24日(日)大阪公演「イオン化粧品 シアターBRAVA!」。
- 2013年4月4日（木）「日韓交流スペシャル企画 5th日韓友情フェスタ2013｣と連動した特別企画「Meets komago高麗郷への旅×チ・チャンウク」 で、韓国との縁が深い高麗郷・高麗神社（埼玉県日高市）を訪問。
- 2014年5月17日(土)、東京・よみうりホールにて日本公式ファンクラブのオープンを記念したプレミアイベント「THE SECRET SHOW」を開催した。6月7日（土）、シアターBRAVA!。
- 2015年7月18日(土)「JICHANGWOOK ASIA TOUR in JAPAN 2015 THIS IS JCW」 豊洲PIT にて来場者全員とのハイタッチ会を実施。

- 2016年4月17日(日）グランキューブ大阪　メインホール　『JCW in OSK　Ji Chang Wook 楽ruck CONCERT』を開催。
- 2016年11月25日（金）『JCW Autumn Festival チ・チャンウク秋のファンミーティング』【東 京】@ 中野サンプラザ。11月27日（日）【大 阪】 @あましんアルカイックホール
- 2017年2月17日、東京国際フォーラム ホールA 「JCW 3rd Concert 君におくる愛の歌」コンサート開催。
- 2020年1月10日「JI CHANG WOOK 2020 ASIA FANMEETING TOUR 〈Waiting for you〉 in JAPAN 」除隊後初となるアジアファンミーティングツアー、パシフィコ横浜、5000席が完売し追加で見切り席も出たがそれも完売して大盛況で終わった。
- その後、世界６カ国を回る予定だったがコロナの影響で延期となる。
- 2022年12月17日、大阪にてファンミーティング「2022 Ji Chang Wook Fan Meeting ＜Reach you＞ IN JAPAN」を開催。
- 2023年2月3日、横浜にてファンミーティング「2023 Ji Chang Wook Fan Meeting <Reach you> in YOKOHAMA」を開催。
- 2023年11月15日、「あなたがいてくれた」で日本CDデビューを果たした。
- 2023年12月、「2023 Ji Chang Wook Fan Meeting in Japan」を東京国際フォーラム ホールAにて開催。
- 2024年3月13日、2ndシングル「The Wind Of Spring」をリリース。
- 2024年12月25日、「Ji Chang Wook Japan Fanmeeting 2024」を東京にて開催。
- 2025年4月フェスティバルホールと京王アリーナで「2025 Ji Chang Wook Japan Tour」開催予定

## 人物・エピソード
- 一人っ子である。
- 俳優になりたいと思ったきっかけは、ただ楽しそうに見えたから。
- 演劇映画科へ進路を変えるという選択を母親に反対され、家出した。学生時代の成績はクラスで5位以内であったが、高校3年での進路変更後「学校の成績は反映されない」と聞いて遊びまくり、最下位になってしまった[24]。
- 好きな食べ物は米。彼女に作ってもらいたい料理はポックンパプ。ミカンが好きで冬になるとミカンから手を離さない[25]。
- ニンジンが嫌いで食べられない。[25]
- 日本が大好きで、お忍びでよく旅行に来ている。除隊後のインタビューでは、「日本では街を歩き回り、ショッピングもしますね。美味しい食べ物を探し回ったりもします。食べることがとても好きなので、来る度に美味しいものをたくさん食べます。日本は気候もいいし、街も綺麗なので良いですね。特に今回はどうしても食べたかった蕎麦を食べてきました。」と話している。
- ミュドクである。ミュージカル公演会場によく出没するので、目撃談が多い。公演を見ることが好き。
- 歌手に劣らず優れた歌唱力を持っている。約2時間、1日2回大劇場ミュージカル主演を6ヶ月間97回出した。歌の実力が群を抜いているため、出演したドラマOSTも出しており、ファンミーティングもコンサート形式。
- 喫煙者である。
- 僕らのイケメン青果店の撮影時、撮影用の高級果物を隠れてこっそり食べていた[26]。子供の頃から運動が大好きで、ペク・ドンス撮影時、監督に「何ができるか？」と聞かれ「バク転」と答えたら、スタントなしで本人がすることになった。
- 初めて女性と交際したのは高校3年の時[27]。
- 幼い頃からチョ・スンウのファンだという。ハイドを見に行ってチョ・スンウにサインを受けた。
- JYJのジュンスが団長を務める韓国芸能人サッカーチーム「FC MEN」のメンバーである。2013年11月23日に水原ワールドカップ競技場でデビュー。背番号は14→8(FW)。
- 日本公式ファンクラブ名は「Rubeus」。チ・チャンウクの誕生石であるルビーが由来。
- ベドリントン・テリアを飼っている。（名前はコマ）
- 無類のバイク好きで有名、その他、サッカーやバスケ、ボウリング、サーフィンなど運動神経も抜群である。

## 出演

### テレビドラマ
- 僕は君にほれた（2008年、KBS2） - イ・フィリップ役
- ソル薬局の息子たち（2009年、KBS2） - ソン・ミプン役
- ヒーロー（2009年、MBC） - パク・ジュニョン役
- 笑ってトンヘ（2010年 - 2011年、KBS） - 主演：トンヘ（カール・レイカー）役
- ペク・ドンス（2011年、SBS） - 主演：ペク・ドンス（白東脩）役
- 僕らのイケメン青果店（2011年 - 2012年、channel A） - 主演：ハン・テヤン役
- 蒼のピアニスト（2012年、SBS） - ユ・イナ役
- 奇皇后～ふたつの愛 涙の誓い～（2013年 - 2014年、MBC） - タファン役
- シークレット・ラブ「天使とコーヒーを」（2014年、DRAMA cube） - チョン・サナム（守護天使2013号）役
- ヒーラー〜最高の恋人〜（2014年 - 2015年、KBS2） - 主演：ソ・ジョンフ / ヒーラー（パク・ボンス）役
- 我的男神（2016年、LeTV） - ワン・ウェイアン / ワン・ルイ役
- 私のツンデレ師匠様!（原題：旋風少女2）（2016年、湖南卫视） -  主演：チャンアン役
- THE K2〜キミだけを守りたい〜（2016年、tvN） - 主演：キム・ジェハ / K2役
- ファーストキスだけ7回目（2016年、NAVER TV） - チ・チャンウク役
- あやしいパートナー〜Destiny Lovers〜（2017年、SBS） - 主演：ノ・ジウク役
- 僕を溶かしてくれ（2019年、tvN） - 主演：マ・ドンチャン役
- コンビニのセッピョル（2020年、SBS） - 主演：チェ・デヒョン役
- 都会の男女の恋愛法（2020年 - 2021年、kakao TV） - 主演：パク・ジェウォン役
- アンナラスマナラ（2022年、Netflix） - 主演：リー・ウル役
- あなたの願いを言えば（2022年、A+E Korea） - 主演：ユン・ギョレ役
- 最悪の悪（2023年、Disney+）- 主演：パク・ジュンモ / クォン・スンホ役
- サムダルリへようこそ（2023年、JTBC）- 主演：チョ・ヨンピル役
- 于氏王后（2024年）- 主演：コ・ナンム役
- 江南Bサイド（2024年、Disney+）- 主演：ユン・ギルホ役
- 捏造された都市（2025年、Disney+）- 主演：テジョン役

### 映画
- Days.(2006)　スビン役　短編映画
- スリーピングビューティー（2008年） - ジン・ソ 役
- コ死2（2010年） - クァク・スイル 役
- 男子取扱説明書（2013年） - ホンジュン兄さん 役　※友情出演[28]
- 操作された都市（2017年） - クォン・ユ（ハンドルネーム：隊長） 役
- 君の名は。（朝鮮語吹き替え版）（2017年） - 主演・タキ（立花 瀧） 役
- ブラザー（2017年）特別出演
- 発信制限（2021年）特別出演
- リボルバー（2024年）エンディ役

### ミュージカル
- 火と氷（2007年７月2日〜8日 ）創作ミュージカル・第一回　単発ミュージカルフェスティバル
- スリル・ミー（2010年） - 「彼」リチャード 役
- ジャック・ザ・リッパー（2013年） - ダニエル 役
- あの日々（2013年、2014年 - 2015年、2016年 - 2017年、2023年） - カン・ムヨン 役
- 兄弟は勇敢だった？！（2013年） - イ・ジュボン 役
- 新興武官学校（2018年、2019年） - ドンギュ 役

### TV番組（バラエティ・エンタメ）
- 2011年5月17日　KBS2「キム・スンウの常勝疾走」
- 2012年11月6日　SBS「おはよう」
- 2012年12月27日　SBS「おはよう」
- 2013年4月3日　MBC「ラジオスター」
- 2014年8月31日〜2014年9月7日　SBS「ランニングマン」
- 2016年9月27日　tvN「現場トークショーTAXI」
- 2016年11月12日　SBS「私たち結婚しました」ゲスト
- 2017年2月4日　KBS2「ユ・ヒヨルのスケッチブック」
- 2017年7月29日　KBS2「ユ・ヒヨルのスケッチブック」
- 2019年5月30日〜2019年6月6日　チャンネルA「都市漁師」
- 2019年10月5日　tvN「仕事で出会った仲」
- 2020年6月14日　SBS「ランニングマン」
- 2020年12月19日　jtbc「知ってるお兄さん」
- 2022年1月9日　tvN「車輪のついた家3」
- 2022年6月4日　KBS 2TV「不朽の名曲」
- 2022年9月9日～　TVING「青春MT～Re：メンバーアゲイン～」
- 2024年6月～　JTBC「マイネーム・イズ・ガブリエル」

### ミュージック・ビデオ
- パク・ジョンヒョン「Are You Ready」（2007年）
- ユナ「今日別れました」（2009年）
- Young Gun「君を見送ってあげなきゃならない」（2010年）
- T-ARA「Lovey-Dovey」（2011年）
- T-ARA「Cry Cry」（2012年）
- K.will「君が必要だ」（2012年）
- SPEED「悲しい約束（That's my fault）」（2013年）
- SPEED「It's Over」（2013年）
- KARA「二つに一つ（Runaway）」（2013年）
- ユ・ジュンサン「君に近づく瞬間」（2013年）
- イ・ジョク「酒が嫌い」（2024年）

### CM・広告
- SKテレコム「T-Cash」（2008年）
- LOTTE七星「TROPICANA」（2009年）
- 新韓金融グループ（2009年）
- 農心「ジャパゲティー」（2011年）
- 「LAB SERIES」アジア初男性化粧品モデル（2012年）
- AD HOC（2014年）
- North Cape（2014年）
- OBビール「Cass Fresh」（2014年）
- KONUS（2015-2016年）
- LONSDALE 中国（2015-2017年）
- STYLUS JEWELRY（2015年）
- ZUZU（2015-2016年）
- AMH（2015-2016年）
- 大韓民国政府 公益広告（2015-2016年）
- LION Singapore（2015年）
- EOS（Evolution of Smooth 伊欧詩）（2016-2017年）
- ロッテ免税店（2016-2017年）
- POLICE（2017年）
- MCM KOREA（2017年）
- 第2回AIIB年次総会 広報大使（2017年）
- 24MIRACLE（2017年）
- Fossil Asia（2017年）
- マリ・クレール（2014年～2019年）
- 韓国雑誌 1st LOOK Vol.183（2019年）
- ロッテ免税店（2019年）
- Yamii：コラーゲン飲料（2019年）
- benchtm（2019年）
- dhele（2019年）
- CALVIN KLEIN （2020 年）
- NewBIN_AR　2号（2020年）
- 道地（taotihk）（2020年～）
- シンガポール雑誌「第768期・优1周」2020年
- ELLE(シンガポール）2020年
- ベストセレクト Gマーク（2021年）
- Vitasense Neo（2021年）
- L’Officiel Philippines雑誌（2021年）
- RADO（2023年）

## ディスコグラフィー、OST
- 2011年　もう一度会えたら（ペク・ドンスOST）
- 2012年　独身男の八百屋さん（僕らのイケメン青果店OST）
- 2012年　キミのぬくもり（僕らのイケメン青果店OST）
- 2012年　満たす（蒼のピアニストOST）
- 2014年　蝶へ（奇皇后 〜ふたつの愛 涙の誓い〜OST）
- 2014年　守ってあげる（ヒーラーOST）
- 2015年　星明り（アルバム「陪你」） - 周杰倫「星晴」の朝鮮語カバー曲
- 2015年　幸せの法則（アルバム「陪你」）
- 2015年　君とともに（アルバム「陪你」）
- 2016年　Kissing You（ファーストキスだけ七回目OST）
- 2017年　君が好きな101の理由（あやしいパートナー〜Destiny Lovers〜OST）
- 2019年　tvN土日ドラマ「僕を溶かしてくれ」は20日午後6時、3番目のOSTであるチ・チャンウクの「愛が過ぎ去れば」を発売
- 2022年　Magic In You（アンナラスマナラOST）
- 2022年　あなたは魔法を信じますか？（アンナラスマナラOST）
- 2022年　나를 꿈꾸게 하지 마세요（アンナラスマナラOST）
- 2022年　회전목마（アンナラスマナラOST）
- 2022年　아스팔트의 저주（アンナラスマナラOST）
- 2022年　아저씨. 마술을 믿으세요?（アンナラスマナラOST）
- 2023年　あなたがいてくれた（日本デビュー曲）
- 2024年　The Wind Of Spring
- 2024年　SHINY TRIP

## 賞とノミネート

### 受賞
- 2011年「KBS演技大賞 連続ドラマ部門 優秀演技賞」（『笑ってトンヘ』）
- 2011年「SBS演技大賞 ニュースター賞」（『ペク・ドンス』）
- 2013年「第7回ザ・ミュージカル・アワード 新人男優賞」（『あの日々』）
- 2013年「MBC演技大賞 特別企画部門優秀演技賞」（『奇皇后 〜ふたつの愛 涙の誓い〜』）
- 2014年「KBS演技大賞 男性人気賞」（『ヒーラー～最高の恋人～』）
- 2014年「KBS演技大賞 ベストカップル賞」with パク・ミニョン（『ヒーラー〜最高の恋人〜』）
- 2015年「安徽衛星テレビ国劇盛典 最人気俳優（海外）賞」（『ヒーラー～最高の恋人～』）
- 2016年「騰訊応用宝星APP盛典 2015年度最人気韓国芸能人賞」
- 2016年「第5回イェグリーンミュージカルアワード 助演男優賞」（『あの日々』）
- 2016年「第31回コリア ・ベスト・ドレッサー スワン・アワード 男性俳優部門」（『THE K2』）
- 2017年「第5回ドラマ・フィーバー・アワード 2016 ベストバッドボーイ部門」
- 2018年「KNT視聴者総選挙 2017年KNTV俳優大賞」
- 2018年「第13回Soompiアワード ベストキス賞[29]」
- 2019年「Asia Artist Awards ベストアーティスト賞」（僕を溶かしてくれ）
- 2019年「Asia Artist Awards アジアセレブリティアクター賞」（僕を溶かしてくれ）
- 2021年「発信制限」（HARDHIT)　「鼓膜を溶かしたで賞」　CJ ENM_Movie[30]
- 2022年「第8回 APAN MUSIC STAR AWARDS　グローバルスター賞」（『アンナラスマナラ』）
- 2023年「第16回アジア・フィルム・アワード　AFA Next Generation Award賞」

### ノミネート
- 2010年「KBS演技大賞 新人俳優賞」（『笑ってトンへ』）
- 2011年「第4回コリアドラマアワード 新人俳優賞」（『笑ってトンへ』）
- 2012年「SBS演技大賞 連続ドラマ部門優秀俳優賞」（『空のピアニスト』）
- 2014年「第9回ソウル国際ドラマアワード 優秀俳優賞」（『奇皇后～ふたつの愛 涙の誓い～』）
- 2014年「第7回コリアドラマアワード 最優秀俳優賞」（『奇皇后～ふたつの愛 涙の誓い～』）
- 2014年「第3回APANドラマアワード 連続ドラマ部門優秀俳優賞」（『奇皇后～ふたつの愛 涙の誓い～』）
- 2014年「KBS演技大賞 中編ドラマ部門優秀俳優賞」（『ヒーラー～最高の恋人～』）
- 2015年「第4回APANドラマアワード ミニシリーズ部門優秀俳優賞」（『ヒーラー～最高の恋人～』）
- 2017年「第53回百想芸術大賞 映画部門最優秀新人俳優賞」（『操作された都市』）
- 2017年「SBS演技大賞 水木ドラマ部門最優秀俳優賞」（『あやしいパートナー〜Destiny Lovers〜』）
- 2017年「SBS演技大賞 ベストカップル賞」with ナム・ジヒョン（『あやしいパートナー〜Destiny Lovers〜』）
- 2020年「第7回APANドラマアワード 人気スター俳優賞」（『コンビニのセッピョル』）
- 2020年「第7回APANドラマアワード ミニシリーズ部門優秀俳優賞」（『コンビニのセッピョル』）
- 2020年「SBS演技大賞 ミニシリーズ部門最優秀俳優賞」（『コンビニのセッピョル』）
- 2020年「SBS演技大賞 ベストカップル賞」with キム・ユジョン（『コンビニのセッピョル』）

## 広報大使
- 2011年4月：江原道東海市は、韓国KBS1ドラマ「笑え、トンへ」で主人公を演じている若手俳優チ・チャンウクを広報大使に任命した。
- 2017年5月16日「2017 AIIB年次総会」の広報大使に任命された。
- 2017年6月：済州（チェジュ）で開かれる「アジアインフラ投資銀行（AIIB）年次総会」の広報大使に任命された。
- 2019年：兵務庁広報大使任命された